# U-289 (tàu ngầm Đức)
U-289 là một tàu ngầm tấn công  Lớp Type VII thuộc phân lớp Type VIIC được Hải quân Đức Quốc Xã chế tạo trong Chiến tranh Thế giới thứ hai. Nhập biên chế năm 1943, nó chỉ thực hiện được hai chuyến tuần tra mà không đánh chìm được mục tiêu nào. Trong chuyến tuần tra cuối cùng tại vùng biển Bắc Cực, U-289 bị tàu khu trục HMS Milne của Hải quân Hoàng gia Anh thả mìn sâu đánh chìm về phía Đông Bắc đảo Jan Mayen, Na Uy vào ngày 31 tháng 5, 1944.

## Thiết kế và chế tạo

### Thiết kế

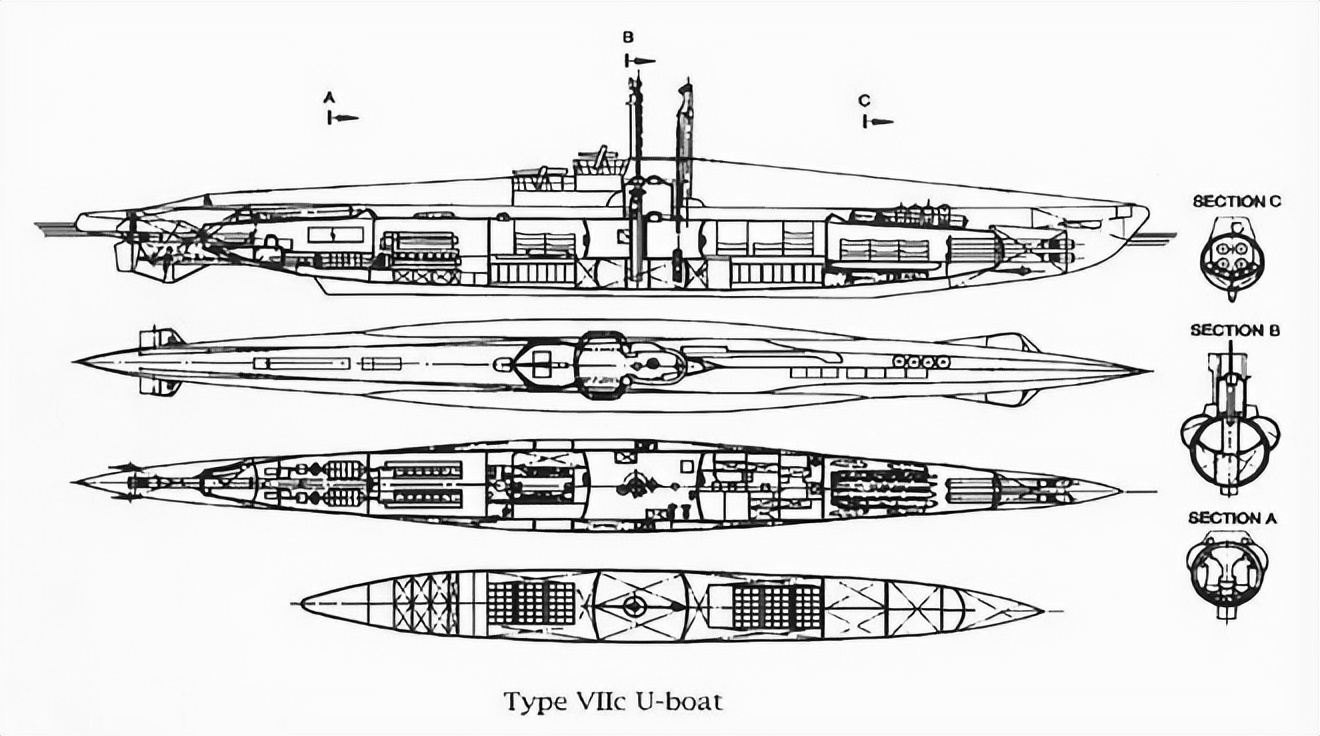
Sơ đồ các mặt cắt một tàu ngầm Type VIIC

Phân lớp VIIC của Tàu ngầm Type VII là một phiên bản VIIB được kéo dài thêm. Chúng có trọng lượng choán nước 769 t (757 tấn Anh) khi nổi và 871 t (857 tấn Anh) khi lặn). Con tàu có chiều dài chung 67,10 m (220 ft 2 in), lớp vỏ trong chịu áp lực dài 50,50 m (165 ft 8 in), mạn tàu rộng 6,20 m (20 ft 4 in), chiều cao 9,60 m (31 ft 6 in) và mớn nước 4,74 m (15 ft 7 in).
Chúng trang bị hai động cơ diesel Germaniawerft F46 siêu tăng áp 6-xy lanh 4 thì, tổng công suất 2.800–3.200 PS (2.100–2.400 kW; 2.800–3.200 bhp), dẫn động hai trục chân vịt đường kính 1,23 m (4,0 ft), cho phép đạt tốc độ tối đa 17,7 kn (32,8 km/h), và tầm hoạt động tối đa 8.500 nmi (15.700 km) khi đi tốc độ đường trường 10 kn (19 km/h). Khi đi ngầm dưới nước, chúng sử dụng hai động cơ/máy phát điện AEG GU 460/8–27 tổng công suất 750 PS (550 kW; 740 shp). Tốc độ tối đa khi lặn là 7,6 kn (14,1 km/h), và tầm hoạt động 80 nmi (150 km) ở tốc độ 4 kn (7,4 km/h). Con tàu có khả năng lặn sâu đến 230 m (750 ft).
Vũ khí trang bị có năm ống phóng ngư lôi 53,3 cm (21 in), bao gồm bốn ống trước mũi và một ống phía đuôi, và mang theo tổng cộng 14 quả ngư lôi, hoặc tối đa 22 quả thủy lôi TMA, hoặc 33 quả TMB. Tàu ngầm Type VIIC bố trí một hải pháo 8,8 cm SK C/35 cùng một pháo phòng không 2 cm (0,79 in) trên boong tàu. Thủy thủ đoàn bao gồm 4 sĩ quan và 40-56 thủy thủ.

### Chế tạo
U-289 được đặt hàng vào ngày 5 tháng 6, 1941, và được đặt lườn tại xưởng tàu của hãng Bremer-Vulkan-Vegesacker Werft ở Bremen vào ngày 12 tháng 9, 1942. Nó được hạ thủy vào ngày 25 tháng 5, 1943, và nhập biên chế cùng Hải quân Đức Quốc Xã vào ngày 10 tháng 7, 1943 dưới quyền chỉ huy của Hạm trưởng, Đại úy Hải quân Alexander Hellwig.

## Lịch sử hoạt động
Sau khi hoàn tất việc chạy thử máy và huấn luyện trong thành phần Chi hạm đội U-boat 8, U-289 được điều sang Chi hạm đội U-boat 3 từ ngày 1 tháng 4, 1944, rồi lại điều sang Chi hạm đội U-boat 13 từ đầu tháng 5, 1944.

### Chuyến tuần tra thứ nhất
U-289 chuyển căn cứ hoạt động từ Kiel đến cảng Bergen, Na Uy vào đầu tháng 4, 1945, rồi xuất phát từ cảng này vào ngày 19 tháng 4 cho chuyến tuần tra đầu tiên trong chiến tranh, để hoạt động trong khu vực biển Na Uy. Vào ngày 25 tháng 4, nó đã cho đổ bộ hai đặc vụ tình báo lên Iceland. Chiếc tàu ngầm kết thúc chuyến tuần tra và đi đến cảng Narvik, Na Uy vào ngày 6 tháng 5.

### Chuyến tuần tra thứ hai - Bị mất
Xuất phát từ cảng Narvik vào ngày 12 tháng 5 cho chuyến tuần tra thứ hai, cũng là chuyến cuối cùng, U-289 tiếp tục hoạt động trong khu vực biển Na Uy. Vào ngày 31 tháng 5, nó bị tàu khu trục HMS Milne của Hải quân Hoàng gia Anh thả mìn sâu đánh chìm về phía Đông Bắc đảo Jan Mayen, Na Uy, tại tọa độ 73°32′B 0°28′Đ / 73,533°B 0,467°Đ. Toàn bộ 51 thành viên thủy thủ đoàn của U-289 đều tử trận.